# Anne Tonietti
Anne Tonietti ou Anna Tonietti, née le 20 janvier 1940 à La Spezia (Italie), est une actrice italienne.

## Filmographie sélective

### Cinéma
- 1960 : La Chatte sort ses griffes d'Henri Decoin : Maud
- 1960 : Le Panier à crabes de Joseph Lisbona : Liliane
- 1961 : Le Farceur de Philippe de Broca : Olga
- 1961 : Ce soir ou jamais de Michel Deville : Anita
- 1961 : Les Trois Mousquetaires de Bernard Borderie : Ketty
- 1962 : L'Itinéraire marin, film inachevé de Jean Rollin
- 1963 : Le Glaive et la Balance d'André Cayatte : Christine Prévost
- 1963 : Carambolages de Marcel Bluwal : Danielle Brossard
- 1968 : Histoires extraordinaires, film à sketches, épisode Toby Dammit ou Il ne faut jamais parier sa tête avec le diable de Federico Fellini : la chroniqueuse télé

### Télévision
- 1961 : Le Théâtre de la jeunesse, collection culturelle de Claude Santelli, épisode Don Quichotte de Marcel Cravenne : Dolorès
- 1962 : La Belle et son fantôme, feuilleton télévisé de Bernard Hecht : Barbara
- 1964 : Bayard, mini-série de Claude Pierson : Blanche de Savoie
- 1964 : Les Beaux Yeux d'Agatha, feuilleton télévisé de Bernard Hecht : Agatha

## Théâtre
- 1957 : Bobosse d'André Roussin, mise en scène André Roussin, Théâtre de la Michodière : Minouche
- 1960 : Hamlet de William Shakespeare, adaptation Marcel Pagnol, mise en scène Claude Barma, Festival de la cité de Carcassonne : Ophélie